# ジェノハイドラ
ジェノハイドラは、タカラトミー（旧トミー）より発売されている『ゾイド』のビデオゲームシリーズに登場するゲームオリジナル機体のひとつであり、またその背景設定に登場する架空の兵器。

## 機体解説
| ジェノハイドラ GENO HYDRA | ジェノハイドラ GENO HYDRA                                                                               |
| ------------------------- | --- |
| 番号                      | 不明 |
| 所属                      | ファントム騎士団                                                                                        |
| 分類                      | ティラノサウルス型                                                                                      |
| 全長                      | 25.6m                                                                                                   |
| 全高                      | 12.0 |
| 重量                      | 130.2t                                                                                                  |
| 最高速度                  | 340km/h 315km/h                                                                                         |
| 武装                      | ガトリングヘッド ソーサーヘッド 拡散荷電粒子砲 クローヘッド クリスタルレーザー 小口径クリスタルレーザー |

『ZOIDS SAGA』においてブラッド・キールの乗機として初登場。
以降、多数のゲーム作品に登場している。
トリニティライガーを分析して開発された機体。ジェノザウラーと似通った部分が多く「ジェノ系」の機体と設定されているが、ゾイドコアはジェノザウラーとは別のもの。『ZOIDS2 ヘリック共和国VSガイロス帝国』では水中型ジェノザウラーと呼ぶに相応しいと解説される。ちなみに、ブラッドはこの機体に登場する前はジェノザウラーBSに搭乗していた。
多くの媒体で恐竜型ゾイドと記載されている。ゾイドカードコロシアムではヒドラ型とされていた。
腕が頭部に変形する機能を持つのが最大の特徴。両腕と頭部は共通フレームで構成されており、それらと胴体の接続部を回転させ、三種類の頭部を使い分けることが可能。通常時はクローヘッドを使用しており、その際は左手がソーサーヘッド、右手がガトリングヘッドとなる。三つの頭部を一度に使用できるかどうかは不明だが、資料によっては三つ首に変形する機能を持つとも記載されている。それぞれの頭部は武器を内蔵しており、「クローヘッド」は噛み付き、「ガトリングヘッド」は連射式の火器、「ソーサーヘッド」は円形ノコギリ状の武器である。
『ZOIDS2 ヘリック共和国VSガイロス帝国』では荷電粒子砲を搭載しない状態で登場するが、重武装型になると使用可能となる。クリスタルレーザーと小口径クリスタルレーザーなる武装も装備している。
武装・装備
拡散荷電粒子砲
ジェノハイドラの口腔内に装備する。
クローヘッド
ジェノハイドラの腕部。頭部に変形することが可能である。
クリスタルレーザー
小口径クリスタルレーザー

## バリエーション

### ジェノハイドラKA（キールアーマー）
| ジェノハイドラKA GENO HYDRA KA | ジェノハイドラKA GENO HYDRA KA |
| ------------------------------ | --- |
| 番号                           | 不明 |
| 所属                           | ファントム騎士団 |
| 分類                           | 恐竜型 |
| 全長                           | 26.1m |
| 全高                           | 不明 |
| 重量                           | 140.0t |
| 最高速度                       | 350km/h |
| 武装                           | 大口径荷電粒子砲（ZOIDS SAGAのみ） プラズマキャノン（ZOIDS SAGA II以降） 拡散荷電粒子砲 テイルクロー クリスタルレーザー マイクロホーミングミサイルポッド |

ジェノハイドラの改造機。外観が大きく変わっている。『ZOIDS SAGA』では背中の砲塔はデスザウラーのものをも凌ぐ大口径荷電粒子砲であったがそれ以降のシリーズではプラズマキャノンに変更されている。
『ZOIDS2 ヘリック共和国VSガイロス帝国』ではジェノハイドラ重武装型として登場。改造機ではなく換装形態であり、通常使用に戻すことも可能である。あくまで強化改造ではなく換装であるためか、通常機と比べて劣る点もある。新たに集束、拡散切り替え可能な荷電粒子砲を装備し、解説では水中からでも荷電粒子砲を撃てる脅威の機体とされている。荷電粒子砲は通常戦闘時は集束、MAP攻撃時は拡散として使用。この時の背部の砲塔は、通常機にも装備されているクリスタルレーザーとなり、通常機のものと違い展開式になっている。また小口径クリスタルレーザーが無くなり、尾部にマイクロホーミングミサイルポッドが装備されるなど、通常機との違いが大きい。
武装・装備
大口径荷電粒子砲/プラズマキャノン
拡散荷電粒子砲
テイルクロー
ジェノハイドラKAの尾部。
クリスタルレーザー
マイクロホーミングミサイルポッド
ジェノハイドラKAの尾部に装備する。

### ジェノハイドラVF（ビクトリーフォーム）
| ジェノハイドラVF GENO HYDRA VF | ジェノハイドラVF GENO HYDRA VF                                  |
| ------------------------------ | --------------------------------------------------------------- |
| 番号                           | 不明                                                            |
| 所属                           | ファントム騎士団                                                |
| 分類                           | 恐竜型                                                          |
| 全長                           | 25.6m                                                           |
| 全高                           | 不明                                                            |
| 重量                           | 215.2t                                                          |
| 最高速度                       | 330km/h                                                         |
| 武装                           | 直列ハイドラキャノン クローミサイル 拡散荷電粒子砲 クローヘッド |

ビクトリーレックスとユニゾンしたジェノハイドラ。
背部にビクトリーレックスが変形した「直列ハイドラキャノン」を備える。飛行能力を有する。
『ZOIDS SAGA FUZORS』および『ZOIDS SAGA DS』に登場。
武装・装備
直列ハイドラキャノン
ジェノハイドラVFの背部に装備する。
クローミサイル
拡散荷電粒子砲
ジェノハイドラVFの口腔内に装備する。
クローヘッド
ジェノハイドラVFの腕部。

### アンダーテイカー
| アンダーテイカー | アンダーテイカー |
| ---------------- | ---------------- |
| 分類             | 恐竜型           |
| 全長             | 25.6m            |
| 全功             | 12.8m            |
| 重量             | 130.2t           |
| 最高速度         | 340km/h          |
| 主な搭乗者       | ネロ             |

ゲーム『サイバードライブゾイド 機獣の戦士ヒュウ』に登場するジェノハイドラのバリエーション。機体色は紫ベースとなっている。